# Víctor Manuel Badillo
Víctor Manuel Badillo Franceri (Víctor M. Badillo F.) (La Guaira, 15 de octubre de 1920 - noviembre de 2008) fue un botánico venezolano.
Desarrolló su actividad científica en la facultad de Agronomía de la Universidad Central de Venezuela (UCV), siendo además profesor de Botánica, y llegando a decano de esa alta casa de estudios. También fue director de su "Instituto de Zoología Agrícola" de 1957 a 1958.
Trabajó extensamente en la taxonomía de la familia botánica de las Caricaceae. Publicó intensamente durante su carrera, (ejs. Clave de las Especies de Carica; Monografía de la Familia Caricacea.)

## Algunas publicaciones
- victor m. Badillo. 2001. Lista actualizada de las especies de la familia Compuestas(Asteraceae) de Venezuela. Editor Herbario de la Fac. de Agronomía de la Univ. Central de Venezuela, 69 pp.

- -----------------------. 1997. Los Géneros de las Compositae (Asteraceae) de Venezuela: Clave artificial para su determinación. Editor Fac. de Agronomía. Univ. Central de Venezuela, 118 pp.

- -----------------------. 1994. Enumeración de las Compuestas (Asteraceae) de Venezuela. Rev. de la Fac. de Agronomía de la Univ. Central de Venezuela: Alcance 45. Editor Univ. Central de Venezuela, Fac. de Agronomía, 191 pp.

- -----------------------. 1993. Caricaceae: Segundo esquema. Rev. de la Fac. de Agronomía de la Univ. Central de Venezuela, Alcance 43. Editor Univ. Central de Venezuela, Fac. de Agronomía, 111 pp.

- -----------------------, ludwig Schnee, carmen benitez de Rojas. 1985. Clave de las familias de plantas superiores de Venezuela. 7ª ed. de Espasande, 270 pp.

- -----------------------, --------------------. 1972. Clave de las familias de plantas auperiores de Venezuela. Rev. de la Fac. de Agronomía de la Univ. Central de Venezuela 18. 5ª ed. de Univ. Central de Venezuela. Fac. de Agronomía, 246 pp.

- -----------------------. 1971. Monografía de la familia Caricaceae. Publicada por la Asoc. de profesores. 2ª ed. de Asoc. de Profs. 221 pp.

- -----------------------. 1967. Índice bibliográfico agrícola de Venezuela

- -----------------------. 1952. Mikania araguensis, una nueva compuesta del parque nacional de Rancho Grande

## Honores
El Herbario de la Facultad de Agronomía de la Universidad Central de Venezuela lleva su nombre. Como el "Centro Nacional de Conservación de Recursos Fitogenéticos de Aragua".
- La abreviatura «V.M.Badillo» se emplea para indicar a Víctor Manuel Badillo como autoridad en la descripción y clasificación científica de los vegetales.[1]